# Aphis rubicola
Aphis rubicola är en insektsart som beskrevs av Oestlund 1887. Aphis rubicola ingår i släktet Aphis och familjen långrörsbladlöss. Inga underarter finns listade i Catalogue of Life.